# Chantaje (película de 1946)
Chantaje es una película española de intriga estrenada en 1946, coescrita y dirigida por Antonio de Obregón y protagonizada en los papeles principales por Alfredo Mayo y Mary Delgado.

## Sinopsis
El comisario de policía Fernandis descubre que la mujer del médico que ha operado a su hija cree ser la homicida del hombre que le chantajeaba.

## Reparto
- Alfredo Mayo
- Luis Peña como Comisario de policía
- Mary Delgado
- Luis García Ortega como Doctor
- Rufino Inglés
- Manuel Kayser
- Julia Lajos
- Manuel Requena
- Alicia Romay
- Conrado San Martín